# サブタメ
サブタメとは福岡市内にて偶数月に発行されているフリーペーパーである。タイトルであるサブタメとはサブカルチャーとエンターテインメントを掛け合わせた造語である。それに伴い、記事では福岡市内を中心としたサブカルチャーとエンターテインメントを紹介している。正式名称は「＃サブタメ」

## 概要
福岡のフリーペーパー。発行部数は2万部でタブロイド誌の8ページカラー、偶数月15日に発行されている。主にサブカルチャーとエンターテインメント情報を取り扱っており、中でも音楽・アニメ・イベント・ゲーム・アミューズメント施設・TV番組・Youtube番組・お笑い・ラジオの記事が多い。サブタメ誌面と連動したYoutubeチャンネル「サブタメチャンネル」も開設しており、誌面内のQRから直接動画を見れるようになっている。またコミュニティラジオ天神（通称コミテン）にてサブタメとコラボしたラジオ番組「福岡マニア」も放送されている。

## 配布
配布総数は6万部。内訳は福岡市内に向けて家庭ポスティングを約4万部、オフィス向けフリーペーパー「nasse福岡」に、サブタメ発行の翌月に同梱され約1万5千社の企業に同数、設置やイベント配布で約5,000部。

## サブタメチャンネル
サブタメ紙面と連動したYoutubeチャンネル。飲食店や企業、社長をタレントやリポーターが訪ね紹介するバラエティ形式の動画チャンネル。
2020年3月1日現在での放映動画
1. vol1　 天神ホリスティックビューティークリニック(1)　中西久美　齋藤奈紀
2. vol2　 六本松皮膚科
3. vol3　 天神ホリスティックビューティークリニック(2)　中西久美
4. vol4　 天神ホリスティックビューティークリニック(3)　ブラジル番長　男脱毛編
5. vol5　 GRAND MIRAGE THE CORNER ROOM
6. vol6　 博多ベスト不動産(1)
7. vol7　 ラディカルコンシャス株式会社
8. vol8　 X BODY Lab　前編　後編
9. vol9　 株式会社プラスワン(1)　三坂社長×中西久美
10. vol10　博多ベスト不動産(2)
11. vol11   天神ホリスティックビューティークリニック(4)　吉良牧子
12. vol12　天神ホリスティックビューティークリニック(5)　黒田りさ
13. vol13　博多ベスト不動産(3)
14. vol14　株式会社プラスワン(2)　ミサカバンドリハーサル
15. vol15　天神ホリスティックビューティークリニック(6)　四万十川　蘭ママ
16. vol16　天神ホリスティックビューティークリニック(7)　中西久美　尾崎れんげ　前編　後編
17. vol17　株式会社プラスワン(3)　貯金ゼロでも夢のマイホームが購入できる　プラスワンおすすめ「中古物件」情報!!
18. vol18　天神ホリスティックビューティークリニック(8)　吉良牧子

## 福岡マニア
コミュニティラジオ天神（通称こみてん、77.7MHz）にて毎週水曜日18:00から約1時間放送されているラジオ番組。コミュニティラジオ天神の周波数帯域は大名周辺のみであるが、ラジオ放映中はコミュニティラジオ天神のYoutubeチャンネルにて同時にライブ配信を行っており全国的に視聴することができる。
番組の司会は株式会社ワタナベエンターテインメント所属のお笑い芸人ノボせもんの「なべ」と、スーパーGTレーシングドライバー「坂口夏月」。2019年にはパラシュート部隊の斉藤優やFREAKの中垣悟を迎えたリアルイベントも開催されている。
メインパーソナリティー坂口夏月の移籍に伴い2021年3月をもって終了した。
主な番組内企画
・闇なべメッセージパーン‼　・大喜利マニア発表会　・今週のマニア出てこんね～!